# Vila Koretz
Vila Koretz se nachází v lázeňské části Karlových Varů ve čtvrti Westend v ulici Petra Velikého 862/2. Pochází z roku 1876.

## Historie
Vilu postavil stavitel Josef Koretz v roce 1876 a nazval ji svým jménem – vila Koretz. Stavební plány se však nedochovaly.
Po konci druhé světové války byla v rámci vyvlastnění soukromého majetku zestátněna.
V letech 2013–2014 došlo k rekonstrukci. Ta byla vzhledem k unikátnosti i stáří budovy náročná; stála 70 milionů korun. Realizovala ji karlovarská stavební firma Mudicon.
V současnosti (únor 2021) je vila evidována jako objekt k bydlení ve vlastnictví společnosti Anitram, s. r. o.

## Popis
Objekt se nachází ve čtvrti Westend v ulici Petra Velikého 2, č. p. 862.
Stojí na pravidelném půdorysu. Nároží jsou okosená s mělkými rizality zakončené balkony. Vstup je situovaný na severní straně do rizalitu, který je zakončen volutovým štítem s trojúhelným frontonem. Na jižní straně vystupuje z půdorysu půlkruhové těleso schodiště. Okna v přízemí jsou zakončena půlkruhem, v patrech jsou obdélná s přímými nadokenními římsami. Po stranách dveří na balkon vstupního rizalitu jsou pilastry s korintskými hlavicemi; stejně jsou rámována i okna v nárožních rizalitech. Tytéž pilastry má apsida na schodišti. Fasáda jižní strany je v prvém patře zdobena motivy kruhů, ve druhém pak hlavami lvů. Římsy jsou bohatě profilované, korunní římsa je konzolová. Do mansardové střechy byly dodatečně přidány vikýře (plány na přístavbu mansard jsou až z let 1894–1895).
U vstupního průčelí bylo postaveno mohutné půlkruhové schodiště do zahrady s různými romantickými stavbami dřevěných loubí. Z těchto se však nic nezachovalo.